# Frédéric Louis Kanofski von Langendorf

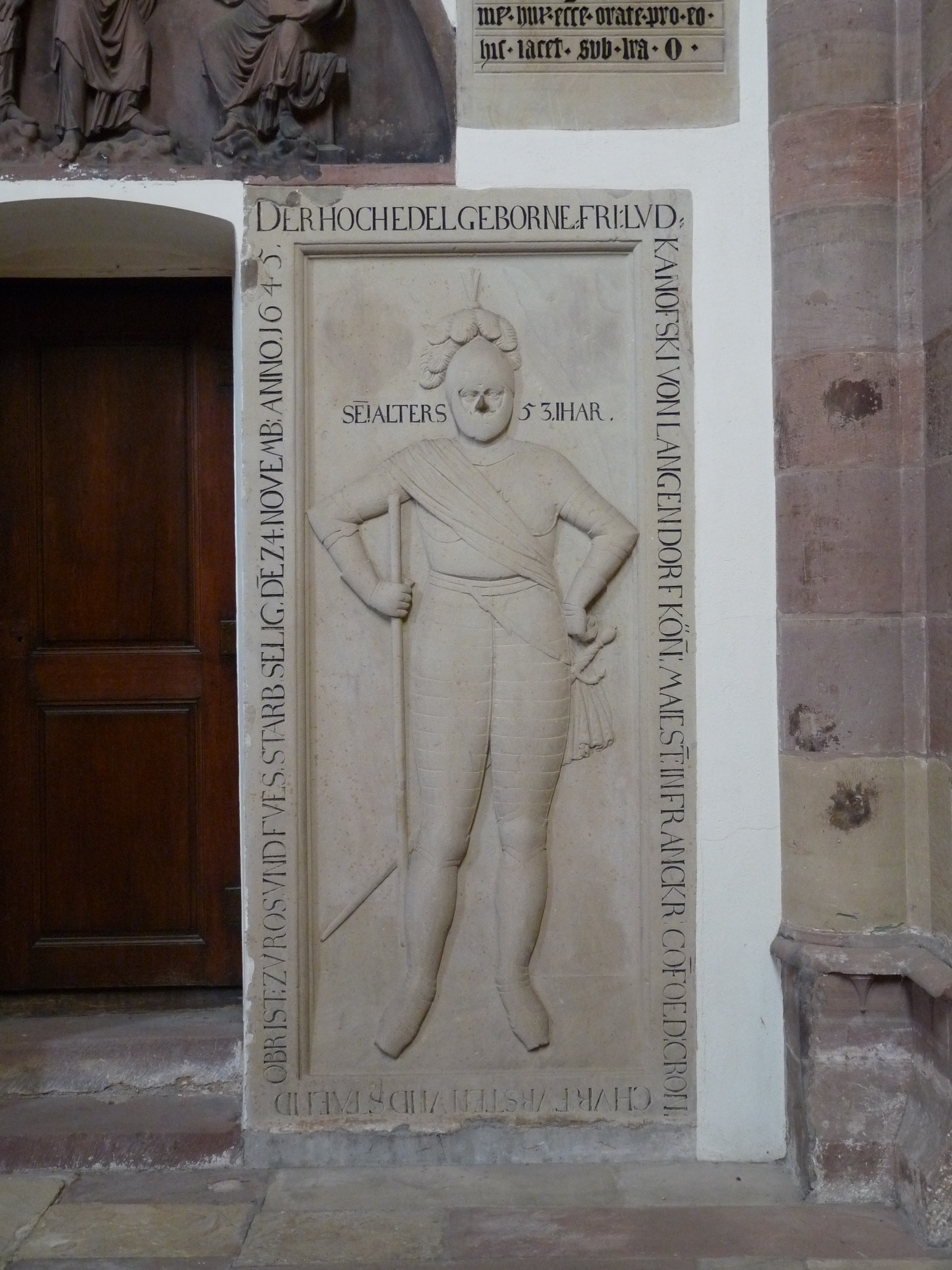
Dalle funéraire à l'église Saint-Thomas de Strasbourg

Frédéric Louis Kanofski von Langendorf (mort à Strasbourg le 24 novembre 1645, à l'âge de 53 ans) est une figure de la Guerre de Trente Ans. 

## Biographie
Originaire de la région de Heilbronn, il avait été au service du roi de France et, colonel du régiment de Kanofski cavalerie, il avait servi l'Union protestante.
L'église Saint-Thomas de Strasbourg abrite une dalle en grès rose (2,46 m x 1,18 m) de Kanofski von Langendorf – dans la tradition des dalles funéraires à gisant – qui le représente, sculpté en relief sur la pierre sépulcrale, revêtu de son armure et tenant le bâton de commandement.
Le texte suivant (en allemand) est gravé dans la pierre :
« DER HOCHEDELGEBORNE FRI(DRICH) LVD(WIG)/KANOFSKI VON LANGENDORF KÖN(IGLICHER) MAIEST(ÄT) IN FRANCKR(EICH) CO(N) FOED(ERATOR) CRON/CHURFVRSTEN UND STAEND/OBRIST ZUROS UND FUES STARB SELIG DE(N) 24. NOVEMB(ER) ANNO 1645/ SEI(NES) ALTERS 53. IHAR. »